# Autostrada Padana Inferiore
Die Autostrada Padana Inferiore ist eine geplante Autobahn in Italien. Sie soll einmal von Cremona über Mantua an die Adriaküste führen. Hauptgrund für den Bau ist die Verkürzung der Fahrstrecke und Fahrtdauer der Achse Mont-Blanc-Tunnel (Frankreich) – Turin – Venedig – Triest (nach Slowenien).
Der erste Abschnitt wird durch die Superstrada-Cremona-Mantova, kurz CrM, gebildet, der von Cremona nach Mantua führt und an der Anschlussstelle Mantova – sud der A22 Brennero – Modena enden soll. Der zweite Abschnitt führt von der Anschlussstelle Mantova – nord gen Osten und verläuft zum Großteil auf der bestehenden, 4-spurig ausgebauten SS 434. Enden soll sie an der ebenfalls neu geplanten Autostrada Nuova Romea.
|  | Torino – Brescia                   | 0   | CR |
|  | Pieve San Giacomo                  | 9   | CR |
|  | Piadena                            | 21  | CR |
|  | Nogarole Rocca – La Spezia         | 26  | MN |
|  | Marcaria                           | 40  | MN |
|  | Castellucchio                      | 48  | MN |
|  | Curtatone                          | 56  | MN |
|  | Brennero – Modena "Mantova – sud"  | 65  | MN |
|  | Tratto Mantova sud – Mantova nord  | 65  | MN |
|  | Brennero – Modena "Mantova – nord" | 65  | MN |
|  | Castel d’Ario                      | 70  | MN |
|  | Nogara                             | 79  | VR |
|  | Casaleone                          | 91  | VR |
|  | Legnago                            | 96  | VR |
|  | Villa Bartolomea                   | 120 | VR |
|  | Castagnaro                         | 128 | VR |
|  | Badia Polesine                     | 136 | RO |
|  | Piovene Rocchette – Badia Polésine | 145 | RO |
|  | Castelguglielmo                    | 150 | RO |
|  | Fratta Polesine                    | 159 | RO |
|  | Padova – Bologna                   | 171 | RO |
|  | Rovigo – sud                       | 176 | RO |
|  | Gavello                            | 190 | RO |
|  | Adria                              | 198 | RO |
|  | Autostrada Nuova Romea             | 206 | RO |